# Pere I de Castellbò
Pere I de l'Alt Urgell o d'Urgell, més tard Pere I de Castellbò fou vescomte d'Urgell, que durant el seu govern va prendre el títol de vescomte de Castellbò. Va succeir al seu pare Ramon II d'Urgell el 1114.

## Biografia
Fill del vescomte Ramon I de l'Alt Urgell i d'Ermessenda.
Pere I fou el primer a titular-se vescomte de Castellbò el 1126 després de l'enllaç amb Sibil·la, hereva del vescomtat de Cerdanya. Va pledejar amb el Bisbe d'Urgell i l'arbitri del Bisbe d'Elna li fou desfavorable (1171).
El 1126 és casà amb l'hereva del vescomtat de Cerdanya, Sibil·la, unint els feus del vescomtat d'Urgell i els de el vescomtat de Cerdanya i de Conflent i els castells de Sant Martí, Queralt i Miralles, pels quals el 1134 prestà vassallatge al comte de Barcelona i de Cerdanya Ramon Berenguer IV. Des de llavors porta el nom de Pere I de Castellbò.
Més tard es va casar amb Arnaua, vídua de Bertran de Tarascó, filla d'Arnau de Caboet, i hereva del senyoriu dels Caboet, les valls de Cabó, Sant Joan i d'Andorra (com a feu del bisbe d'Urgell), tot i l'oposició del bisbe d'Urgell i amb el vistiplau del comte Ermengol VII que va donar els feus del Caboet al fill de Pere I i Arnaua, Arnau, negant-se a reconèixer el millor dret de Bertran (fill del primer matrimoni d'Arnaua, que per sort pels Castellbò va morir solter el 1199).
Fou besnet de Guillem d'Urgell, amb la vescomtessa Sibil·la de Cerdanya, i de l'aparició al sud del comtat d'Urgell d'un nou vescomte, titular del Baix Urgell (després dit d'Àger), que els primitius vescomtes urgellencs adoptaren la denominació de Castellbò, després d'haver emprat la de vescomtes de l'Alt Urgell (vescomtat d'Urgell). Pere adquirí el 1135, en virtut d'una sentència arbitral d'Ermengol VI d'Urgell, l'important lloc de Ciutat (l'actual Castellciutat) amb el permís de bastir-hi una fortalesa. Fou succeït per Ramon II de Castellbò (1150-85); pel matrimoni (1185) del fill d'aquest, el vescomte Arnau I de Castellbò (1185-1226) amb Arnalda de Caboet, fou incorporat al vescomtat el patrimoni d'aquesta família: les valls de Cabó i de Sant Joan i els drets sobre la vall d'Andorra en qualitat de feudataris de l'església d'Urgell.
El 1135 obtingué d'Ermengol VI, comte d'Urgell, la cessió del castell de Ciutat, que li disputaven els bisbes d'Urgell. Morí després d'haver fet un viatge de devoció a Terra Santa, i fou succeït pel seu fill el vescomte Ramon II.

### Fills
Arnau, fill i successor de Pere I i d'Arnaua que va fer bastir castells i va despertar les suspicàcies del comte i del Bisbe d'Urgell. Arnau va intentar oposar-se a ambdós però el rei Alfons el va obligar a sotmetre's i a reconèixer al comte Ermengol la sobirania feudal per Castellbò, La Roca d'Aguilar i altres castells. Arnau va simpatitzar amb els albigesos o càtars. Per congraciar-se amb el bisbe d'Urgell, que li tirava en cara les seves simpaties, li va cedir el castell de Masferrer i el va reconèixer com a successor per les terres del Caboet i per Andorra si moria sense fills.